# European Open Science Cloud
L'European Open Science Cloud (EOSC) és un projecte de la Comissió Europea que proporciona un dipòsit de dades públic que s'adapti als valors de la ciència oberta.
El projecte es va iniciar el 2015 amb la previsió que els seus organitzadors l'acabessin el 2020. Un comitè de recerca de la Unió Europea va donar suport a un pla per al desenvolupament del núvol el maig de 2018.
Les reunions públiques sobre el projecte han posat èmfasi en les motivacions ideològiques per promoure la ciència oberta.